# 원로원 광장 (상트페테르부르크)

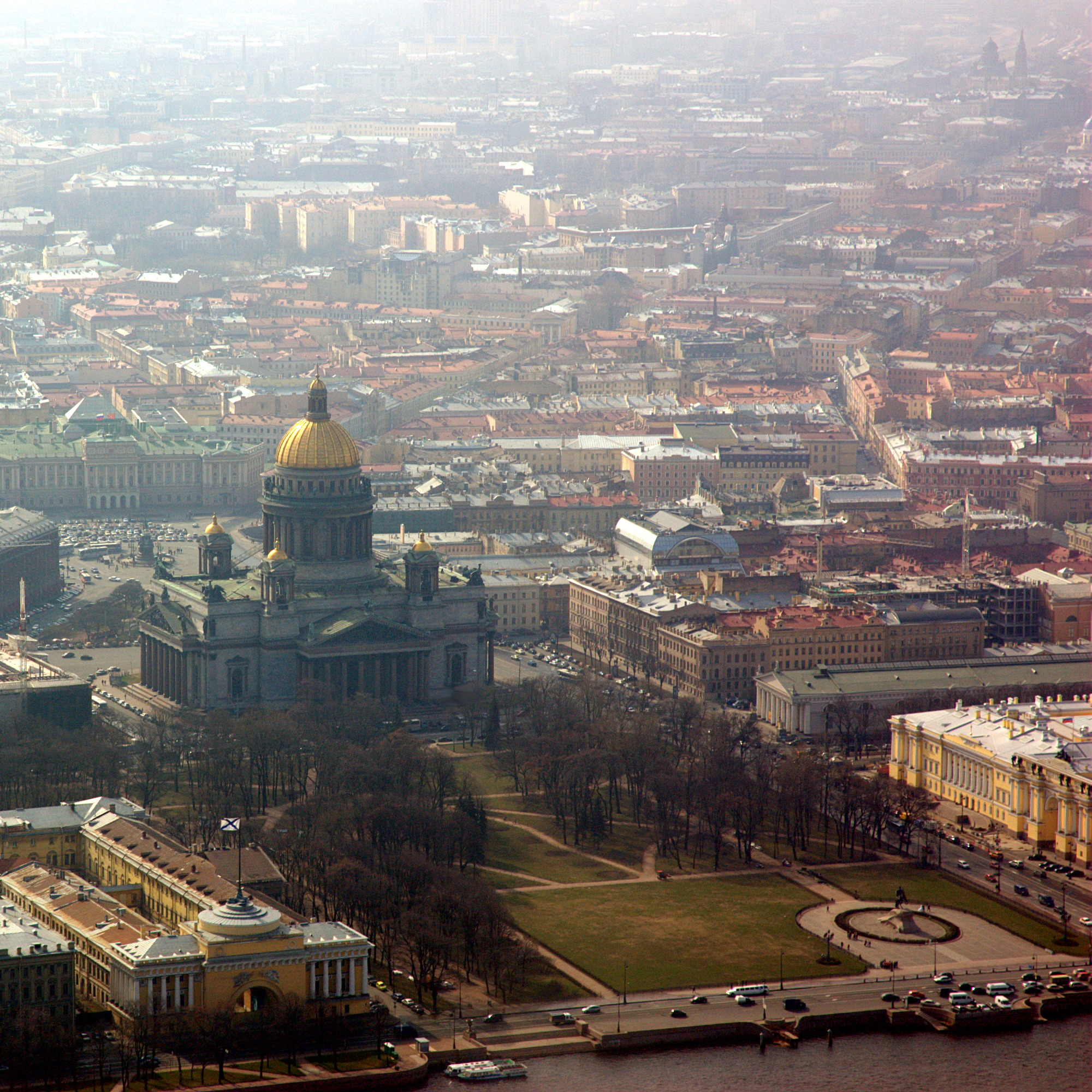
성 이사악 성당과 원로원 광장

원로원 광장 또는 세나트스카야 광장(러시아어: Сенатская площадь)은 러시아 상트페테르부르크에 위치한 도시 광장이다. 성 이사악 성당 앞 볼샤야 네바강 왼쪽에 위치해 있다. 1925년에 1825년 12월 발발한 데카브리스트의 난을 기념하기 위해 '데카브리스트 광장'으로 이름이 바뀐 적이 있다. 2008년 7월 29일, 이 광장의 이름은 원로원 광장으로 다시 변경되었다.
이 광장은 동쪽으로 러시아 구해군성에 의해 둘러싸여 있다.